# Luise Krüger
Luise Krüger (Dresden, 11 januari 1915 – Dresden, 13 juni 2001) was een Duitse atlete, die was gespecialiseerd in het speerwerpen. Eind jaren dertig behoorde ze tot de wereldtop. Ze won een zilveren medaille op de Olympische Spelen in deze discipline.

## Loopbaan
In 1930 werd Krüger derde bij de Vrouwen Wereldspelen. Op de Olympische Spelen van 1936 in Berlijn won ze een zilveren medaille. Met een reeks van 40,78 - 39,24 - 43,29 - 40,69 - 37,94 - 42,96 eindigde ze achter haar landgenote Tilly Fleischer, die de wedstrijd won in 45,18 m. De derde plaats ging naar de Poolse Maria Kwaśniewska. Op de Europese kampioenschappen van 1938 in Wenen won ze een bronzen medaille met 42,49 m.
Luise Krüger was lid van Dresdner SC. In de jaren vijftig was ze sportlerares aan de Technische Hochschule Dresden en begeleidde daar de latere olympische bronzenmedaillewinnares en wereldrecordhoudster Hildrun Claus naar de Oost-Duitse titel en een Oost-Duits record.

## Titels
- Duits kampioene speerwerpen 1934[1]

## Persoonlijk record
| Onderdeel               | Prestatie | Datum | Plaats |
| ----------------------- | --------- | ----- | ------ |
| speerwerpen (oud model) | 46,27 m   | 1939  |        |

## Palmares

### speerwerpen
- 1934:  Vrouwen Wereldspelen - 40,095 m
- 1936:  OS - 43,29 m
- 1938:  EK - 42,49 m